# Zumarraga (stacja kolejowa)
Zumarraga (hiszp: Estación de Zumárraga, bask: Zumarragako geltokia) – stacja kolejowa w miejscowości Zumarraga, w prowincji Gipuzkoa, we wspólnocie autonomicznej Kraj Basków, w Hiszpanii. Jest obsługiwana przez pociągi dużego zasięgu Renfe oraz linię C-1 Cercanías San Sebastián. Posiada również zaplecze towarowe.

## Położenie stacji
Znajduje się na 565,486 km linii Madryt – Hendaye rozstawu normalnotorowego, na wysokości 356 m n.p.m. Linia jest dwutorowa i zelektryfikowana.

## Historia
Stacja została otwarta w dniu 20 sierpnia 1864 wraz z uruchomieniem odcinka Alsasua (Olazagoitia)-Beasain linii Madryt-Hendaye. Stację jak i linię wybudowała Compañía de los Caminos de Hierro del Norte de España, która zarządzała linią do 1941 roku kiedy nastąpiła nacjonalizacja kolei w Hiszpanii i włączono ją do nowo utworzonego RENFE.
Od 31 grudnia 2004 infrastrukturą kolejową zarządza Adif.

## Linie kolejowe
- Madryt – Hendaye